# NGC 411

NGC 411 (Telescopul spațial Hubble)

NGC 411 este un roi deschis situat în Micul Nor al lui Magellan, în constelația Tucanul. A fost descoperit în anul 1826 de către James Dunlop. De asemenea, a fost observat încă o dată în 20 septembrie 1835 de către John Herschel și încă o dată în 27 noiembrie 1900 de către DeLisle Stewart.